# Anette Rose
Anette Rose (* 10. Januar 1962 in Bünde) ist eine deutsche Künstlerin; sie ist vor allem bekannt für die im Rahmen ihrer Enzyklopädie der Handhabungen entstandenen Mehrkanal-Videoinstallationen. 

## Leben
Anette Rose studierte Experimentelle Medienkunst an der Universität der Künste Berlin (UdK, damals HdK) und Critical Fine Art Practice am Central Saint Martins College of Art and Design der University of the Arts London; 1997 schloss sie als Meisterschülerin bei Valie Export und Heinz Emigholz ihr Studium ab. Seitdem widmet sie sich künstlerischen Forschungs-, Publikations- und Ausstellungsprojekten. Sie lebt und arbeitet in Berlin.

## Werk
Anette Rose arbeitet konzeptionell, recherche-basiert und transdisziplinär. Zu Gestik und Narration entstand neben ersten installativen Arbeiten der Videoessay what you lose on the swings / you gain on the round-abouts und das Das kleine Fernsehspiel (ZDF) 16 Traumstücke. Anette Rose konzentrierte sich dann auf das Zusammenspiel von Hand und Auge in alltäglichen Handhabungen und im Handwerk. Später weitete sie ihre künstlerische Forschung auf Manufakturen, Fabriken und Laboren aus.
Von 2011 bis 2012 forschte sie beispielsweise als Artist in Residence am Excellencluster Integrative Production Technologies des Human Technology Centers der RWTH Aachen; von 2012 bis 2015 war sie am Lehrstuhl für Germanistische Sprachwissenschaft, Semiotik und Multimodale Kommunikation der TU Chemnitz tätig, wo sie das künstlerische Konzept für das vom Bundesministerium für Forschung, Technologie und Raumfahrt geförderte Projekt MANUACT zu “Hands and Objects in Language, Culture, and Technology: Manual Actions at Workplaces between Robotics, Gesture, and Product Design” entwickelte. Neben der menschlichen Hand und dem Werkzeug rückten Maschinen und später – wie in ihrer Arbeit zum Nestbau von Webervögeln – auch nicht-menschliche Akteure ins Zentrum ihrer Aufmerksamkeit.
Einige von Roses komplexeren Arbeiten sind dem textilen Prozessieren gewidmet. Das gilt zum Beispiel für Pattern in Motion und Braiding Gazes sowie für Captured Motion. Der Werkkomplex Captured Motion, der den Bogen von der Zunft der Seilmacher bis zum Hightech Radialflechter eines Versuchslabors spannt, thematisiert nicht allein Prozesse des Entstehens textilen Materials, sondern auch deren mediale Aufzeichnung und Wiedergabe als eigenständigen Gegenstand künstlerischer Forschung.
Anette Rose kombiniert Video-Sync, Motion-Capturing, Zeitlupe, Diagramme, Fotografie und Tonaufnahmen. In einer Reihe früherer Arbeiten führte sie eine zusätzliche medial vermittelte Kommunikationsebene ein: Sie ließ Experten – eine Kommunikationswissenschaftlerin, eine Designerin, einen Systemiker und einen Handchirurgen – Handhabungen, Instrumente und Verfahren kommentieren. Indem sie, wenn auch sparsam, thematisch relevante Gegenstände oder funktionale Bauten einfügt, erweitert sie einige ihrer Video-Installationen um ein skulpturales Element.
Zentral für Anette Roses Methode künstlerischer Forschung sind ihre filmischen Bewegungsstudien, die auf unterschiedlich fokussierten simultanen Filmaufnahmen basieren. Neben der methodischen und medialen Vielfalt ist jedoch nicht allein die Arbeit mit zwei Kameras charakteristisch für Roses Werk, sondern deren Edition, mit der Anette Rose diese Aufnahmen in ihren Zweikanal-Projektion re-synchronisiert. Die Präzision ihrer Aufnahmen und ihres Schnitts lässt auf diese Weise Bewegtbildräume entstehen, die dem Körper implizites Wissen sichtbar machen.
Die Ergebnisse ihrer Untersuchungssequenzen, die sie nummeriert und 'Module' nennt, werden zu Grundelementen, eines sich ständig erweiternden Bewegungsarchivs, das Anette Rose als 'Enzyklopädie der Handhabungen' bezeichnet. Unterschiedlich konfiguriert lassen sich Teile dieser Enzyklopädie im Kunstkontext präsentieren und im Wissenschaftskontext zur Diskussion stellen.
Ihren Arbeitsansatz diskutierte sie im sprach- und kulturwissenschaftlichen Kontext – auf dem 1. Weltkongress zur Gestenforschung in Austin, Texas (2002), auf der 6. Konferenz der International Association of Word and Image Studies in Hamburg (2002), auf dem 12. International Semiotic Congress in Stuttgart (2008), auf Internationalen Konferenzen zu "Gesture – Evolution, Brain, and Linguistic Structures" in Frankfurt an der Oder (2010, 2012) und auf der 22. Jahreskonferenz der Gesellschaft für Technikgeschichte in Dresden (2013). Sie engagiert sich in der Lehre und vertritt ihre Position zur künstlerischen Forschung in Vorträgen, Symposien, Workshops und Seminaren an Hochschulen – wie an der Fakultät für Angewandte Kunst der Westsächsische Hochschule Zwickau (2013), am Institut für Kulturwissenschaft der Humboldt Universität zu Berlin (2013), am PhD Program ProArt der Ludwig-Maximilians-Universität München (2013), an der Hochschule für Bildende Künste Dresden (2016), School of the Art Institute of Chicago (2017) und am Institute for Contemporary Art Research der Zürcher Hochschule der Künste (2019). Darüber hinaus thematisiert Anette Rose ihre Enzyklopädie der Handhabungen und damit verbundene Fragen zur Arbeit und zur Kunst in Publikationen und in Artist Talks, die sowohl im Rahmen von Ausstellungsprogrammen stattfinden als auch darüber hinaus – wie am Internationalen Kolleg für Kulturtechnikforschung und Medienphilosophie in Weimar (2014), am Maximiliansforum in München (2017) und in der Graphischen Sammlung der ETH Zürich (2023).

## Einzelausstellungen (Auswahl)
- Capri LI, Capri, Berlin, with Petra Trenkel,  2005.
- Piano-Archive-Hearing Voices, ETA Project Space, Brighton, with Giles Drayton, 2005.
- 05, Kunstbank Berlin, with Susanne Pomrehn, 2006.
- Enzyklopädie der Handhabungen. Modul # 1–7, Museum für Kommunikation Berlin, 2006.
- Griffformen, Cluster, Berlin, 2008.
- Hand and Work, Gesture and Imprint, Kunsthaus Kloster Gravenhorst, 2009.
- Arbeits- und Verwendungsformen, Kunstraum Tosterglope, 2011.
- Poesie & Industrie, Bauhaus-Archiv, Berlin, with Barbara Schmidt, 2013.
- Captured Motion, Haus am Lützowplatz, Berlin, 2016.
- Pattern in Motion, Kunsthaus Dresden/Kunstgewerbemuseum Dresden, 2017.
- Trading Zones, Institute for Contemporary Art Research, Zürcher Hochschule der Künste, Zürich, 2019.
- Techno Textiles, Scharaun, Berlin, 2021.
- Enzyklopädie der Handhabungen: Braiding Gazes, Dazibao Exhibition Center, Montréal; part of Momenta Biennale de l’image 2023, kuratiert von Ji-Yoon Han, 2023.
- TWIST, Zentrum für Aktuelle Kunst (ZAK), Berlin, 2024.

## Ausstellungsbeteiligungen (Auswahl)
- Zwischen Körper und Objekt. Between Body and Object, Marta Museum, Herford, 2006.
- Work in Progress, Kunsthaus Erfurt, 2007, Filmhaus Nürnberg, Galerie Alter Wiehrebahnhof Freiburg, Kulturstiftung des Bundes: Arsenal – Institut für Film und Videokunst, Berlin, 2007.
- OWL 1, Marta Museum Herford, 2007.

- Monitoring, 24. Dokfest, Kulturbahnhof Kassel, 2007.
- Hand-haben, Maschinenhaus und Kunsthalle zu Kiel, 2008.
- Existence in a Letter, Cluster, Berlin, 2008.
- Die Hände der Kunst, Museum Marta, Herford, 2008.
- Colossal – Art Fact Fiction, XII – Tuchmacher-Museum Bramsche, Osnabrück, 2009–2012.
- Art of Engineering, Deutsches Technikmuseum, Berlin, 2010.
- Motorenwerke # 2, Galerie oqbo, Berlin, 2010.
- Paper Files, Galerie oqbo, Berlin, 2011.
- Figur & Gestus, Kunstverein Zwischenzeit, Basel, 2012.
- Landscape of the Mind, Katherine E. Nash Gallery, Minneapolis, 2012.
- Cumuli. Zum Sammeln der Dinge, Kunstverein am Rosa-Luxemburg-Platz, Berlin, 2013.
- Beautiful Minds, Kunst-Parcours, Campus Nord, Humboldt-Universität zu Berlin, 2013.
- uni-form?, Haus der Brandenburgisch-Preußischen Geschichte, Potsdam, 2016.
- Monitoring, 33. Dokfest, Kulturbahnhof Kassel, 2016.
- Women at Work, Edith-Russ Haus für Medienkunst, Oldenburg, 2016.
- atb #66, After the Butcher, Berlin, 2017.
- Textile Matters, Maximiliansforum, München, 2017.
- Skills, Kunsthalle Bennabor, Brandenburg, 2017.
- Gesten, Industriemuseum Chemnitz/Ars Electronica Futurelab, Chemnitz, 2017.
- Pattern in Motion, Public Installation, Cité Internationale des Arts, Paris, 2018.
- Im Schwarm der Objekte, Galerie der Cité Internationale des Arts Paris, 2018.
- Reading Window, RL 16, Berlin, 2021.
- Der Komplex Arbeit, Kino Siemensstadt, Berlin, 2021.
- ausgespielt, Kunsthalle Bahnitz, 2022.
- glass – hand formed matter, Bröhan-Museum, Berlin, Kunstforum Gotha und Glass Factory Museum, Boda Glassbruck, 2022. sowie Kunststiftung des Landes Sachsen-Anhalt, Halle und Finnish Glass Museum, Riihimäki, 2023.
- Gastarbeiterinnen, Kurt–Kurt, Berlin, 2023.
- Changing Tides, rk-Galerie, Berlin, 2024.

## Filmografie
- what you lose on the swings / you gain on the roundabouts. Videoessay, 31 min. 1998.
- Exams. Habillage. Fünf Trailer. ARTE. 2001.
- 16 Traumstücke. ZDF Kleines Fernsehspiel. 51 min. 2001.

## Publikationen
- Anette Rose: Ich fürchte, ich bin im Bild. Goldrausch Künstlerinnenprojekt, Berlin 2003.
- Anette Rose: Greifen, betrachten und begreifen. In: Thomas H. Schmitz, Hannah Groninger (Hrsg.): Werkzeug – Denkzeug. Manuelle Intelligenz und Transmedialität kreativer Prozesse. Transcript, Bielefeld 2012, ISBN 978-3-8376-2107-5, S. 223–245.
- Anette Rose: Encyclopedia of Manual Operations. Enzyklopädie der Handhabungen. In: Intermédialités. Histoire et théorie des arts, des lettres et des techniques. Band 19, 2012, (Sonderband, Philippe Despoix / Nicolas Donin (Hrsg.): synchroniser/synchronizing). ISBN 978-2-923144-18-4, doi: 10.7202/1012661ar, S. 161–175.
- Anette Rose: Zwischen, unter, entlang und ringsherum. Zur Enzyklopädie der Handhabungen. In: Thomas Popper (Hrsg.): Dinge im Kontext. De Gruyter, Berlin und Boston 2015, ISBN 978-3-11-031588-2, S. 98–117.
- Anette Rose: Sichtbarmachung als Wissensproduktion. Zur künstlerischen Methode der Enzyklopädie der Handhabungen. In: Anna-Sophie Jürgens, Tassilo Tesche (Hrsg.): LaborARTorium. Forschung im Denkraum zwischen Wissenschaft und Kunst. Eine Methodenreflexion. Transcript, Bielefeld 2015, doi:10.1515/9783839429693-014, ISBN 978-3-8394-2969-3, S. 199–212.
- Anette Rose: Captured Motion, Berlin 2017.
- Anette Rose: Glowing Matter. In: Barbara Schmidt (Hrsg.): glass – hand formed matter. Kunsthochschule Berlin Weissensee, Berlin 2022, ISBN 978-3-9816991-8-0, S. 154–155.
- Capture, Record and Play. Interview with Christoph Schenker and Anette Rose. In: Barbara Preisig, Laura von Niederhäusern, Jürgen Krusche (Hrsg.): Trading Zones. Camera Work in Artistic and Ethnographic Research. Archive Books, Berlin 2022, ISBN 978-3-948212-82-7, S. 50–67.

## Auszeichnungen
- Karl Hofer Gesellschaft, Berlin (Atelier-Zuschuss 2001–2003).
- Goldrausch Künstlerinnenprojekt, Berlin (Projektstipendium, 2003).
- Senat von Berlin (Arbeitsstipendium, 2005).
- Senat von Berlin (Projektstipendium, Video/Film, 2006).
- Kunststiftung NRW und Hauptstadtkulturfonds, Berlin (Projektzuschüsse, 2006).
- Medienbord Berlin Brandenburg, (Projektzuschuss, 2007).
- Kunsthaus Kloster Gravenhorst, (Projektstipendium, 2009).
- Art of Engineering (Sonderpreis für die Enzyklopädie der Handhabungen, verliehen im Rahmen der Hannover Messe 2010).
- Senat von Berlin (Katalogproduktionszuschuss, 2010).
- Stiftung Künstlerdorf Schöppingen (Artist Residency, 2012).
- Senat von Berlin (Arbeitsstipendium zur Film/Video-Produktion, 2015).
- Stiftung Kunstfonds, Bonn (Arbeitsstipendium, 2017).
- Land Berlin (Cité internationale des arts, Paris, Kulturaustauschstipendium, 2018).
- Senat von Berlin (Stipendium für künstlerische Forschung, 2019).
- BBK Neustart Kultur, BKM, Berlin (Zuschuss zum Webauftriff, 2020).
- Alexander Tutsek-Stiftung, München (Projektzuschuss, 2021).
- Medienbord Berlin Brandenburg (Projektzuschuss, 2021).
- Kunsthochschule Berlin-Weissensee (Arbeitsstipendium 2021 und 2022).